# David Frankel
David Frankel (Nueva York, 2 de abril de 1959) es un cineasta, productor y guionista de origen estadounidense. Ganó un Óscar al mejor cortometraje por su corto de 1996 Dear Diary y un Premio Emmy al mejor director por el primer episodio del seriado Entourage en 2004.

## Filmografía

### Largometrajes
| Año  | Título                | Director | Escritor | Productor |
| ---- | --------------------- | -------- | -------- | --------- |
| 1990 | Funny About Love      | No       | Sí       | No        |
| 1992 | Nervous Ticks         | No       | Sí       | No        |
| 1995 | Miami Rhapsody        | Sí       | Sí       | Sí        |
| 2006 | The Devil Wears Prada | Sí       | No       | No        |
| 2008 | Marley & Me           | Sí       | No       | No        |
| 2011 | The Big Year          | Sí       | No       | No        |
| 2012 | Hope Springs          | Sí       | No       | No        |
| 2013 | One Chance            | Sí       | No       | No        |
| 2016 | Collateral Beauty     | Sí       | No       | No        |
| 2022 | Magyk                 | Sí       | No       | No        |

#### Productor ejecutivo
- The Short Game (2013) (Documental)
- Chronically Metropolitan (2016)

### Cortometrajes
| Año  | Título                 | Director | Escritor | Notas                                          |
| ---- | ---------------------- | -------- | -------- | ---------------------------------------------- |
| 1996 | Dear Diary             | Sí       | Sí       | Ganador de un Premio Óscar al mejor documental |
| 2002 | Just Like You Imagined | Sí       | No       |                                                |

### Televisión
| Año       | Título                         | Director | Productor ejecutivo | Escritor | Notas           |
| --------- | ------------------------------ | -------- | ------------------- | -------- | --------------- |
| 1992      | Grapevine                      | Sí       | Sí                  | Sí       | También creador |
| 2001      | Band of Brothers               | Sí       | No                  | No       | 2 episodios     |
| 2001-2003 | Sex and the City               | Sí       | No                  | No       | 6 episodios     |
| 2002      | The Pennsylvania Miners' Story | Sí       | No                  | No       | Telefilme       |
| 2004      | Entourage                      | Sí       | No                  | No       | 2 episodios     |
| 2005      | Rome                           | No       | No                  | Sí       | 1 episodio      |
| 2018      | Manifest                       | Sí       | Sí                  | No       | 1 episodio      |
| 2019      | The Morning Show               | Sí       | No                  | No       | 2 episodios     |
| 2020      | The Baker and the Beauty       | Sí       | Sí                  | No       | 2 episodios     |

## Premios y distinciones
Premios Óscar
| Año  | Categoría          | Película   | Resultado |
| ---- | ------------------ | ---------- | --------- |
| 1997 | Mejor cortometraje | Dear Diary | Ganador   |